# Liga Europa da UEFA de 2017–18 – Terceira pré-eliminatória
A Terceira pré-eliminatória da Liga Europa da UEFA de 2017–18 foi disputada entre os dias 27 de julho e 3 de agosto de 2017. Um total de 58 equipes competiram nesta fase para decidir 29 das 44 vagas na Rodada de play-off.
Todas as partidas seguem o Horário de Verão da Europa Central (UTC+2).

## Terceira pré-eliminatória
O sorteio para a Terceira Pré-eliminatória foi realizado no dia 14 de julho de 2017. A primeira partida foi disputada no dia 27 de julho, e a segunda em 3 de agosto de 2017.
| Equipe 1                 | Total       | Equipe 2         | 1.º jogo | 2.º jogo  |
| ------------------------ | ----------- | ---------------- | -------- | --------- |
| PSV                      | 0–2         | NK Osijek        | 0–1      | 0–1       |
| FK Trakai                | 2–4         | Shkëndija        | 2–1      | 0–3       |
| Krasnodar                | 5–2         | Lyngby           | 2–1      | 3–1       |
| Sturm Graz               | 2–3         | Fenerbahçe       | 1–2      | 1–1       |
| Panathinaikos            | 3–1         | Qabala           | 1–0      | 2–1       |
| Mladá Boleslav           | 3–3 (2–4 p) | Skënderbeu       | 2–1      | 1–2       |
| Austria Wien             | 2–1         | Apollon Limassol | 0–0      | 2–1       |
| Dinamo Zagreb            | 2–1         | Odd              | 2–1      | 0–0       |
| Dinamo București         | 1–4         | Athletic Bilbao  | 1–1      | 0–3       |
| Olimpik Donetsk          | 1–3         | PAOK             | 1–1      | 0–2       |
| Arka Gdynia              | 4–4 (gf)    | Midtjylland      | 3–2      | 1–2       |
| Östersunds               | 3–1         | Fola Esch        | 1–0      | 2–1       |
| Bordeaux                 | 2–2 (gf)    | Videoton         | 2–1      | 0–1       |
| Maccabi Tel Aviv         | 2–0         | Panionios        | 1–0      | 1–0       |
| Utrecht                  | 2–2         | Lech Poznań      | 0–0      | 2–2       |
| CS Universitatea Craiova | 0–3         | Milan            | 0–1      | 0–2       |
| Brøndby                  | 0–2         | Hajduk Split     | 0–0      | 0–2       |
| Gent                     | 2–4         | Rheindorf Altach | 1–1      | 1–3       |
| Astra Giurgiu            | 0–1         | Oleksandria      | 0–0      | 0–1       |
| Everton                  | 2–0         | Ružomberok       | 1–0      | 1–0       |
| Aberdeen                 | 2–3         | Apollon Limassol | 2–1      | 0–2       |
| Estrela Vermelha         | 3–0         | Sparta Praha     | 2–0      | 1–0       |
| Botev Plovdiv            | 0–2         | Marítimo         | 0–0      | 0–2       |
| Zenit                    | 2–1         | Bnei Yehuda      | 2–0      | 0–1       |
| Olympique de Marseille   | 4–2         | Oostende         | 4–2      | 0–0       |
| Freiburg                 | 1–2         | Domžale          | 1–0      | 0–2       |
| AEK Larnaca              | 3–1         | Dinamo Minsk     | 2–0      | 1–1       |
| AIK                      | 2–3         | Braga            | 1–1      | 1–2 (pro) |
| Sūduva Marijampolė       | 4–1         | Sion             | 3–0      | 1–1       |

### Jogo 1
| 27 de julho de 2017 | PSV Eindhoven | 0 – 1     | Osijek            | Philips Stadion, Eindhoven                 |
| 19:00               |               | Relatório | Barišić 57' (pen) | Público: 32 000 Árbitro: SCO Andrew Dallas |

| PSV | Osijek |

| 3 de agosto de 2017 | Osijek     | 1 – 0     | PSV Eindhoven | Stadion Gradski vrt, Osijek              |
| 20:45               | Bočkaj 25' | Relatório |               | Público: 15 000 Árbitro: POR Hugo Miguel |

| Osijek | PSV |

### Jogo 2
| 27 de julho de 2017 | FK Trakai        | 2 – 1     | Shkëndija         | LFF Stadium, Vilnius                   |
| 18:30               | Maksimov 1', 52' | Relatório | Stênio Júnior 39' | Público: 3 580 Árbitro: IRL Neil Doyle |

| FK Trakai | Shkëndija |

| 3 de agosto de 2017 | Shkëndija                     | 3 – 0     | FK Trakai | Stadion Mladost, Strumica[A]               |
| 17:00               | Ibraimi 29' · Hasani 42', 88' | Relatório |           | Público: 2 057 Árbitro: MLT Clayton Pisani |

| Shkëndija | FK Trakai |

### Jogo 3
| 27 de julho de 2017 | Krasnodar                       | 2 – 1     | Lyngby   | Krasnodar Stadium, Krasnodar                     |
| 19:00               | Claesson 67' · Suleymanov 90+3' | Relatório | Kjær 64' | Público: 20 239 Árbitro: CYP Christos Nicolaides |

| Krasnodar | Lyngby |

| 3 de agosto de 2017 | Lyngby             | 1 – 3     | Krasnodar                           | Gladsaxe Stadium, Søborg[B]                    |
| 19:45               | Rygaard Jensen 28' | Relatório | Pereyra 9', 22' · Mamayev 89' (pen) | Público: 2 887 Árbitro: ROM Sebastian Colţescu |

| Lyngby | Krasnodar |

### Jogo 4
| 27 de julho de 2017 | Sturm Graz     | 1 – 2     | Fenerbahçe                   | Liebenauer Stadium, Graz                       |
| 19:00               | Hierländer 10' | Relatório | Maresic 29' · Neustädter 35' | Público: 15 323 Árbitro: NOR Ola Hobber Nilsen |

| Sturm Graz | Fenerbahçe |

| 3 de agosto de 2017 | Fenerbahçe | 1 – 1     | Sturm Graz | Şükrü Saracoğlu Stadium, Istanbul         |
| ENG                 | Dirar 32'  | Relatório | Huspek 66' | Público: 37 701 Árbitro: ENG Bobby Madley |

| Fenerbahçe | Sturm Graz |

### Jogo 5
| 27 de julho de 2017 | Panathinaikos    | 1 – 0     | Qabala | Apostolos Nikolaidis Stadium, Atenas               |
| 20:30               | Molins 37' (pen) | Relatório |        | Público: 11 237 Árbitro: ESP Juan Martínez Munuera |

| Panathinaikos | Qabala |

| 3 de agosto de 2017 | Qabala             | 1 – 2     | Panathinaikos         | Bakcell Arena, Baku[C]                    |
| 19:00               | Rodrigo Moledo 48' | Relatório | Lod 63' · Cabezas 66' | Público: 11 000 Árbitro: ENG Craig Pawson |

| Qabala | Panathinaikos |

### Jogo 6
| 27 de julho de 2017 | Mladá Boleslav            | 2 – 1     | Skënderbeu | Městský stadion, Mladá Boleslav             |
| 18:00               | Chramosta 42' · Jánoš 87' | Relatório | Latifi 86' | Público: 4 487 Árbitro: MLT Alan Mario Sant |

| M. Boleslav | Skënderbeu |

| 3 de agosto de 2017 | Skënderbeu                  | 2 – 1     | Mladá Boleslav | Elbasan Arena, Elbasan[D]                |
| 20:00               | Lilaj 55' (pen) · Plaku 83' | Relatório | Jánoš 18'      | Público: 4 850 Árbitro: UKR Serhiy Boyko |

|                           |       | Penalidades                 |  |
| Shehi Latifi Muzaku Lilaj | 4 – 2 | Mareš Přikryl Rada Mebrahtu |  |

| Skënderbeu | M. Boleslav |

### Jogo 7
| 27 de julho de 2017 | Austria Wien | 0 – 0     | AEL Limassol | Ernst-Happel-Stadion, Viena[E]            |
| 21:05               |              | Relatório |              | Público: 5 892 Árbitro: FIN Antti Munukka |

| Austria Wien | AEL Limassol |

| 2 de agosto de 2017 | AEL Limassol | 1 – 2     | Austria Wien                     | Antonis Papadopoulos Stadium, Larnaca[F]  |
| 18:00               | Aldair 60'   | Relatório | Holzhauser 34' (pen) · Pires 90' | Público: 3 450 Árbitro: KAZ Artyom Kuchin |

| AEL Limassol | Austria Wien |

### Jogo 8
| 27 de julho de 2017 | Dinamo Zagreb              | 2 – 1     | Odd            | Stadion Maksimir, Zagreb                          |
| 20:45               | Hodžić 31' · Fernandes 41' | Relatório | Mladenovic 20' | Público: 7 080 Árbitro: AUT Manuel Schüttengruber |

| D. Zagreb | Odd |

| 3 de agosto de 2017 | Odd | 0 – 0     | Dinamo Zagreb | Skagerak Arena, Skien                       |
| 18:30               |     | Relatório |               | Público: 4 270 Árbitro: UKR Anatoliy Abdula |

| Odd | D. Zagreb |

### Jogo 9
| 27 de julho de 2017 | Dinamo București | 1 – 1     | Athletic Bilbao | Arena Națională, Bucareste[G]            |
| 19:30               | Rivaldinho 54'   | Relatório | Laporte 21'     | Público: 26 786 Árbitro: NOR Tore Hansen |

| D. București | At. Bilbao |

| 3 de agosto de 2017 | Athletic Bilbao              | 3 – 0     | Dinamo București | San Mamés, Bilbao                              |
| 20:45               | García 24', 29' · Aduriz 86' | Relatório |                  | Público: 41 845 Árbitro: MNE Pavle Radovanović |

| At. Bilbao | D. București |

### Jogo 10
| 27 de julho de 2017 | Olimpik Donetsk | 1 – 1     | PAOK               | Valeriy Lobanovskyi Dynamo Stadium, Kiev[H] |
| 18:30               | Bilenkyi 49'    | Relatório | Pedro Henrique 59' | Público: 2 632 Árbitro: SUI Alain Bieri     |

| Olimpik | PAOK |

| 3 de agosto de 2017 | PAOK                    | 2 – 0     | Olimpik Donetsk | Toumba Stadium, Thessaloniki                 |
| 20:00               | Mak 24' · Cimirot 45+1' | Relatório |                 | Público: 13 960 Árbitro: BUL Ivaylo Stoyanov |

| PAOK | Olimpik |

### Jogo 11
| 27 de julho de 2017 | Arka Gdynia                             | 3 – 2     | Midtjylland                | Stadion GOSiR, Gdynia                    |
| 20:00               | Marcus 31', 39' (pen) · Siemaszko 90+2' | Relatório | Hassan 33' · Dal Hende 36' | Público: 14 037 Árbitro: ALB Enea Jorgji |

| Arka Gdynia | Midtjylland |

| 3 de agosto de 2017 | Midtjylland               | 2 – 1     | Arka Gdynia  | MCH Arena, Herning                            |
| 20:30               | Socha 77' · Sørloth 90+3' | Relatório | Sołdecki 59' | Público: 8 138 Árbitro: ISR Eitan Shmuelevitz |

| Midtjylland | Arka Gdynia |

### Jogo 12
| 27 de julho de 2017 | Östersunds   | 1 – 0     | Fola Esch | Jämtkraft Arena, Östersund                   |
| 19:00               | Bachirou 50' | Relatório |           | Público: 6 061 Árbitro: UKR Yevhen Aranovsky |

| Östersunds | Fola Esch |

| 3 de agosto de 2017 | Fola Esch | 1 – 2     | Östersunds                 | Stade Émile Mayrisch, Esch-sur-Alzette    |
| 19:30               | Bensi 53' | Relatório | Somi 59' · [Tom Pettersson | Público: 1 590 Árbitro: EST Kristo Tohver |

| Fola Eschh | Östersunds |

### Jogo 13
| 27 de julho de 2017 | Bordeaux          | 2 – 1     | Videoton     | Nouveau Stade de Bordeaux, Bordeaux             |
| 20:30               | Sankharé 18', 33' | Relatório | Šćepović 23' | Público: 21 337 Árbitro: POL Bartosz Frankowski |

| Bordeaux | Videoton |

| 3 de agosto de 2017 | Videoton      | 1 – 0     | Bordeaux | Pancho Aréna, Felcsút[I]                      |
| 19:00               | Stopira 45+5' | Relatório |          | Público: 3 537 Árbitro: GER Christian Dingert |

| Videoton | Bordeaux |

### Jogo 14
| 27 de julho de 2017 | Maccabi Tel Aviv | 1 – 0     | Panionios | Netanya Stadium, Netanya[J]                |
| 18:45               | Kjartansson 48'  | Relatório |           | Público: 7 862 Árbitro: BEL Bart Vertenten |

| Maccabi | Panionios |

| 3 de agosto de 2017 | Panionios | 0 – 1     | Maccabi Tel Aviv | Nea Smyrni Stadium, Atenas                   |
| 21:00               |           | Relatório | Korbos 79'       | Público: 3 167 Árbitro: FIN Ville Nevalainen |

| Panionios | Maccabi |

### Jogo 15
| 27 de julho de 2017 | Utrecht | 0 – 0     | Lech Poznań | Stadion Galgenwaard, Utrecht                    |
| 19:00               |         | Relatório |             | Público: 13 817 Árbitro: MKD Aleksandar Stavrev |

| Utrecht | Lech Poznań |

| 3 de agosto de 2017 | Lech Poznań        | 2 – 2     | Utrecht               | Stadion Miejski, Poznań                                    |
| 20:00               | Gytkjær 26', 90+4' | Relatório | Kerk 1' · Dessers 89' | Público: 33 446 Árbitro: DEN Mads-Kristoffer Kristoffersen |

| Lech Poznań | Utrecht |

### Jogo 16
| 27 de julho de 2017 | Universitatea Craiova | 0 – 1     | Milan         | Stadionul Municipal, Drobeta-Turnu Severin |
| 20:00               |                       | Relatório | Rodríguez 44' | Público: 14 438 Árbitro: TUR Halis Özkahya |

| U. Craiova | Milan |

| 3 de agosto de 2017 | Milan                        | 2 – 0     | Universitatea Craiova | San Siro, Milan                           |
| 20:45               | Bonaventura 9' · Cutrone 52' | Relatório |                       | Público: 65 763 Árbitro: BUL Nikola Popov |

| Milan | U. Craiova |

### Jogo 17
| 27 de julho de 2017 | Brøndby                | 0 – 0     | Hajduk Split | Brøndby Stadium, Brøndby                  |
| 20:00               | Pukki 16' · Fisker 28' | Relatório |              | Público: 12 535 Árbitro: SCO Kevin Clancy |

| Brøndby | Hajduk Split |

| 3 de agosto de 2017 | Hajduk Split   | 2 – 0     | Brøndby | Stadion Poljud, Split                      |
| 20:30               | Erceg 59', 63' | Relatório |         | Público: 30 204 Árbitro: ISR Orel Grinfeld |

| Hajduk Split | Brøndby |

### Jogo 18
| 20 de julho de 2017 | Gent          | 1 – 1     | Rheindorf Altach | Ghelamco Arena, Gent                          |
| 20:30               | Coulibaly 76' | Relatório | Ngwat-Mahop 5'   | Público: 13 745 Árbitro: SUI Adrien Jaccottet |

| Gent | R. Altach |

| 3 de agosto de 2017 | Rheindorf Altach                     | 3 – 1     | Gent                | Tivoli-Neu, Innsbruck[K]                      |
| 20:30               | Ngamaleu 11' · Nutz 76' · Dobras 88' | Relatório | Milićević 44' (pen) | Público: 3 852 Árbitro: FRA Nicolas Rainville |

| R. Altach | Gent |

### Jogo 19
| 27 de julho de 2017 | Astra Giurgiu | 0 – 0     | Oleksandria | Stadionul Marin Anastasovici, Giurgiu           |
| 19:30               |               | Relatório |             | Público: 1 482 Árbitro: MKD Dimitar Mečkarovski |

| Astra Giurgiu | Oleksandria |

| 3 de agosto de 2017 | Oleksandria          | 1 – 0     | Astra Giurgiu | CSC Nika Stadium, Oleksandria              |
| 19:30               | Zaporozhan 42' (pen) | Relatório |               | Público: 4 802 Árbitro: AUT Oliver Drachta |

| Oleksandria | Astra Giurgiu |

### Jogo 20
| 27 de julho de 2017 | Everton    | 1 – 0     | Ružomberok | Goodison Park, Liverpool                    |
| 21:05               | Baines 65' | Relatório |            | Público: 32 124 Árbitro: BUL Georgi Kabakov |

| Everton | Ružomberok |

| 3 de agosto de 2017 | Ružomberok | 0 – 1     | Everton           | Štadión pod Čebraťom, Ružomberok             |
| 20:45               |            | Relatório | Calvert-Lewin 80' | Público: 4 752 Árbitro: DIN Michael Tykgaard |

| Ružomberok | Everton |

### Jogo 21
| 27 de julho de 2017 | Aberdeen                  | 2 – 1     | Apollon Limassol | Pittodrie Stadium, Aberdeen                    |
| 20:45               | Christie 5' · Shinnie 78' | Relatório | Jander 59'       | Público: 5 892 Árbitro: FIN Mattias Gestranius |

| Aberdeen | Apollon |

| 3 de agosto de 2017 | Apollon Limassol          | 2 – 0     | Aberdeen | AEK Arena - Georgios Karapatakis, Larnaca[L] |
| 19:00               | Schembri 17' · Zelaya 86' | Relatório |          | Público: 6 250 Árbitro: SUI Stephan Klossner |

| Apollon | Aberdeen |

### Jogo 22
| 27 de julho de 2017 | Estrela Vermelha       | 2 – 0     | Sparta Praga | Red Star Stadium, Belgrade                    |
| 20:30               | Boakye 13' · Kanga 65' | Relatório |              | Público: 32 816 Árbitro: RUS Sergey Lapochkin |

| Estrela V. | Sparta Praga |

| 3 de agosto de 2017 | Sparta Praga | 0 – 1     | Estrela Vermelha | Generali Arena, Praga                     |
| 19:00               |              | Relatório | Boakye 19'       | Público: 16 808 Árbitro: FRA Tony Chapron |

| Sparta Praga | Estrela V. |

### Jogo 23
| 27 de julho de 2017 | Botev Plovdiv | 0 – 0     | Marítimo | Lazur Stadium, Burgas[M]                  |
| 19:30               |               | Relatório |          | Público: 6 335 Árbitro: SWE Bojan Pandžić |

| Botev Plovdiv | Marítimo |

| 3 de agosto de 2017 | Marítimo                      | 2 – 0     | Botev Plovdiv | Estádio do Marítimo, Funchal                |
| 21:30               | Pinho 34' (pen) · Valente 49' | Relatório |               | Público: 6 143 Árbitro: SER Srđan Jovanović |

| Marítimo | Botev Plovdiv |

### Jogo 24
| 27 de julho de 2017 | Bnei Yehuda | 0 – 2     | Zenit                      | HaMoshava Stadium, Petah Tikva[N]            |
| 19:30               |             | Relatório | Criscito 59' · Kokorin 90' | Público: 3 200 Árbitro: MNE Nikola Dabanović |

| Bnei Yehuda | Zenit |

| 3 de agosto de 2017 | Zenit | 0 – 1     | Bnei Yehuda | Krestovsky Stadium, São Petesburgo         |
| 19:00               |       | Relatório | Buzaglo 67' | Público: 45 670 Árbitro: TUR Ali Palabiyik |

| Zenit | Bnei Yehuda |

### Jogo 25
| 27 de julho de 2017 | Olympique de Marseille            | 4 – 2     | Oostende                     | Stade Vélodrome, Marseille                 |
| 20:45               | Germain 2', 57', 82' · Sanson 32' | Relatório | Siani 26' (pen) · Musona 69' | Público: 46 519 Árbitro: TUR Mete Kalkavan |

| Olympique | Oostende |

| 3 de agosto de 2017 | Oostende | 0 – 0     | Olympique de Marseille | Versluys Arena, Ostend                  |
| 20:45               |          | Relatório |                        | Público: 7 900 Árbitro: ITA Marco Guida |

| Oostende | Olympique |

### Jogo 26
| 27 de julho de 2017 | Freiburg     | 1 – 0     | Domžale | Schwarzwald-Stadion, Freiburg im Breisgau        |
| 21:05               | Petersen 20' | Relatório |         | Público: 14 000 Árbitro: UKR Anatoliy Zhabchenko |

| Freiburg | Domžale |

| 3 de agosto de 2017 | Domžale                        | 2 – 0     | Freiburg | Stožice Stadium, Ljubljana[O]                 |
| 20:30               | Ibričić 50' (pen) · Bizjak 59' | Relatório |          | Público: 5 136 Árbitro: BEL Alexandre Boucaut |

| Domžale | Freiburg |

### Jogo 27
| 27 de julho de 2017 | AEK Larnaca          | 2 – 0     | Dinamo Minsk | AEK Arena - Georgios Karapatakis, Larnaca  |
| 19:00               | Tete 42' · Hevel 70' | Relatório |              | Público: 4 050 Árbitro: CZE Petr Ardeleánu |

| AEK Larnaca | Dinamo Minsk |

| 3 de agosto de 2017 | Dinamo Minsk     | 1 – 1     | AEK Larnaca  | Traktor Stadium, Minsk                      |
| 17:00               | Saroka 47' (pen) | Relatório | Acorán 90+3' | Público: 3 670 Árbitro: WAL Simon Lee Evans |

| Dinamo Minsk | AEK Larnaca |

### Jogo 28
| 27 de julho de 2017 | AIK                | 1 – 1     | Braga          | Friends Arena, Solna                      |
| 19:00               | Sundgren 18' (pen) | Relatório | Raúl Silva 10' | Público: 12 456 Árbitro: ROM Marius Avram |

| AIK | Braga |

| 3 de agosto de 2017 | Braga                         | 2 – 1 (pro) | AIK       | Estádio Municipal de Braga, Braga            |
| 22:00               | Fonte 74' · Raúl Silva 120+1' | Relatório   | Obasi 13' | Público: 13 851 Árbitro: FRA Frank Schneider |

| Braga | AIK |

### Jogo 29
| 27 de julho de 2017 | Sūduva Marijampolė                                  | 3 – 0     | Sion | Sūduva Stadium, Marijampolė                  |
| 19:00               | Paulo Ricardo 3' · Janušauskas 9' · Laukžemis 90+1' | Relatório |      | Público: 3 167 Árbitro: AUT Alexander Harkam |

| Sūduva | Sion |

| 2 de agosto de 2017 | Sion       | 1 – 1     | Sūduva Marijampolė | Stade de Genève, Geneva[P]               |
| 18:00               | Konaté 55' | Relatório | Vėževičius 80'     | Público: 410 Árbitro: FRA Antony Gautier |

| Sion | Sūduva |